# Hans Peter Doskozil
Hans Peter Doskozil né le 21 juin 1970 à Vorau, est un homme politique autrichien, membre du Parti social-démocrate d'Autriche (SPÖ) et Landeshauptmann de Burgenland depuis 2019. 
De 2016 à 2017, il est ministre fédéral de la Défense nationale et des Sports.
Il amène son parti en tête des Élections régionales de 2020 dans le Burgenland, qui voient la victoire surprise du SPÖ, jusque là en coalition et qui décroche seul la majorité absolue des sièges. Cette victoire, à contre-sens de la tendance à la baisse du parti au niveau national, est attribuée à la stratégie d'Hans Peter Doskozil d'un virage vers la droite sur les questions migratoires et sécuritaires.

## Biographie
Hans Peter Doskozil étudie le droit à l'université de Vienne de 1994 à 2000 (Mag. Iur.).
Concernant la politique migratoire, en tant que gouverneur, Doskozil a parfois adopté une ligne plus dure que son prédécesseur Gerald Klug. En 2016, il introduit avec succès de nouvelles mesures d'asile, y compris un processus selon lequel les migrants pourraient être refoulés à la frontière dans l'heure, qui pourrait être activé si les législateurs décrétaient que l'ordre public était menacé. 
Il critique également l'approche « nous pouvons le faire » d'Angela Merkel face à la crise migratoire comme étant « irresponsable ». Selon lui, la culture d'accueil continue de Merkel est un encouragement pour les réfugiés à partir pour l'Europe - et un signal fatal. « Une année comme 2015 ne doit pas se répéter. » Le ministre a également répété que l'Autriche n'était pas la « salle d'attente de l'Allemagne ». Selon le ministère de la Défense, l'Autriche avait enregistré 100 000 migrants depuis le début de l'année 2016. La plus grande partie ne venant pas de zones de guerre comme la Syrie, mais du Nigéria et de l'Érythrée.
Également au cours de son mandat, l'Autriche poursuit Airbus et le consortium Eurofighter en 2017, alléguant une tromperie et une fraude délibérées liées à une commande de près de 2 milliards d'euros (2,1 milliards de dollars) en 2003.